# João Frederico Normano
João Frederico Normano (John F. Normano, J. F. Normano; n. Kiev, 12 de Julho de 1887  — 25 de Abril de 1945; nome verdadeiro: Isaac Ilyich Levin / Исаак Ильич Левин) foi um historiador econômico e banqueiro nascido no antigo Império Russo.

## Biografia
Isaac Levin foi um Professor Assistente de economia na Universidade de São Petersburgo. Em 1918 ele escreveu um artigo crítico sobre o pensamento econômico de Lenin e foi para o exílio. Em Berlim, ele se tornou um banqueiro de sucesso, mas no início da crise bancária, ele era procurado por falsificar letras de câmbio. 
Ele fugiu para o Brasil em 1929, mudou seu nome para "João Frederico Normano" e baixou a idade. Com essa falsificação dupla de sua identidade, ele conseguiu em 1931 um emprego como "lecturer" na Universidade Harvard, e foi director-adjunto do "Harvard Bureau for Economic Research in Latin America". Pouco depois, ele publicou seu primeiro livro em inglês, sobre os interesses da Europa e dos Estados Unidos na dominação econômica de América Latina. Seu segundo livro, sobre a história econômica do Brasil, estava pronto para impressão, quanto ele foi identificado em janeiro de 1933 pela polícia alemã como Isaac Levin. O "Caso Normano" levou ao conflito diplomático. O Ministério do Exterior alemão pediu sua extradição, mas Levin recebeu apoio de organizações judaicas, e o tribunal decidiu a seu favor. Ele perdeu a sua posição na Universidade Harvard, mas não teve que deixar os Estados Unidos. Seu livro sobre o Brasil foi publicado em 1935. "J. F. Normano" manteve-se um nome respeitado na ciência e consultoria política até a morte do cientista em abril de 1945, em Nova York. Somente em 2010, um livro foi publicado sobre "Isaak Ilyich Levin" em Moscou, com uma nova edição de alguns de seus trabalhos em russo, mencionando também seu segundo nome.

## Principais obras
- Normano, J. F.: The Struggle for South America. Economy and Ideology, London 1931. Edição brasileira: A Luta pela América do Sul, São Paulo 1944.
- Normano, J. F.: Brazil – A Study of Economic Types, Chapel Hill 1935. Edição brasileira: J. F. Normano: Evolução econômica do Brasil, São Paulo 1939, 1945 e 1975.
- Normano, J. F.: The Spirit of American Economics, Nova York 1943.
- Normano, J. F.: Asia between Two World Wars, Nova York 1944.
- Normano, J. F.: The Spirit of Russian Economics, Nova York 1945.
- Normano, J. F. (ed.): El Pensamiento Económico Latinoamericano, Mexico (Fondo de Cultura Económica) 1945.

## Literatura
- Andrei A. Belych (ed.): И.И. Левин: Акционерные коммерческие банки в России (I. I. Levin: Bancos comerciais na Rússia), Moscou 2010.
- Hans H. Lembke: Bankier, Fälscher, Historiker. Der Weg des Isaac Lewin durch die Geschichte seiner Zeit (Banqueiro, falsificador, historiador. O caminho do Isaac Levin através da história), Friburgo (Alemanha) 2012.